# Stillhorn

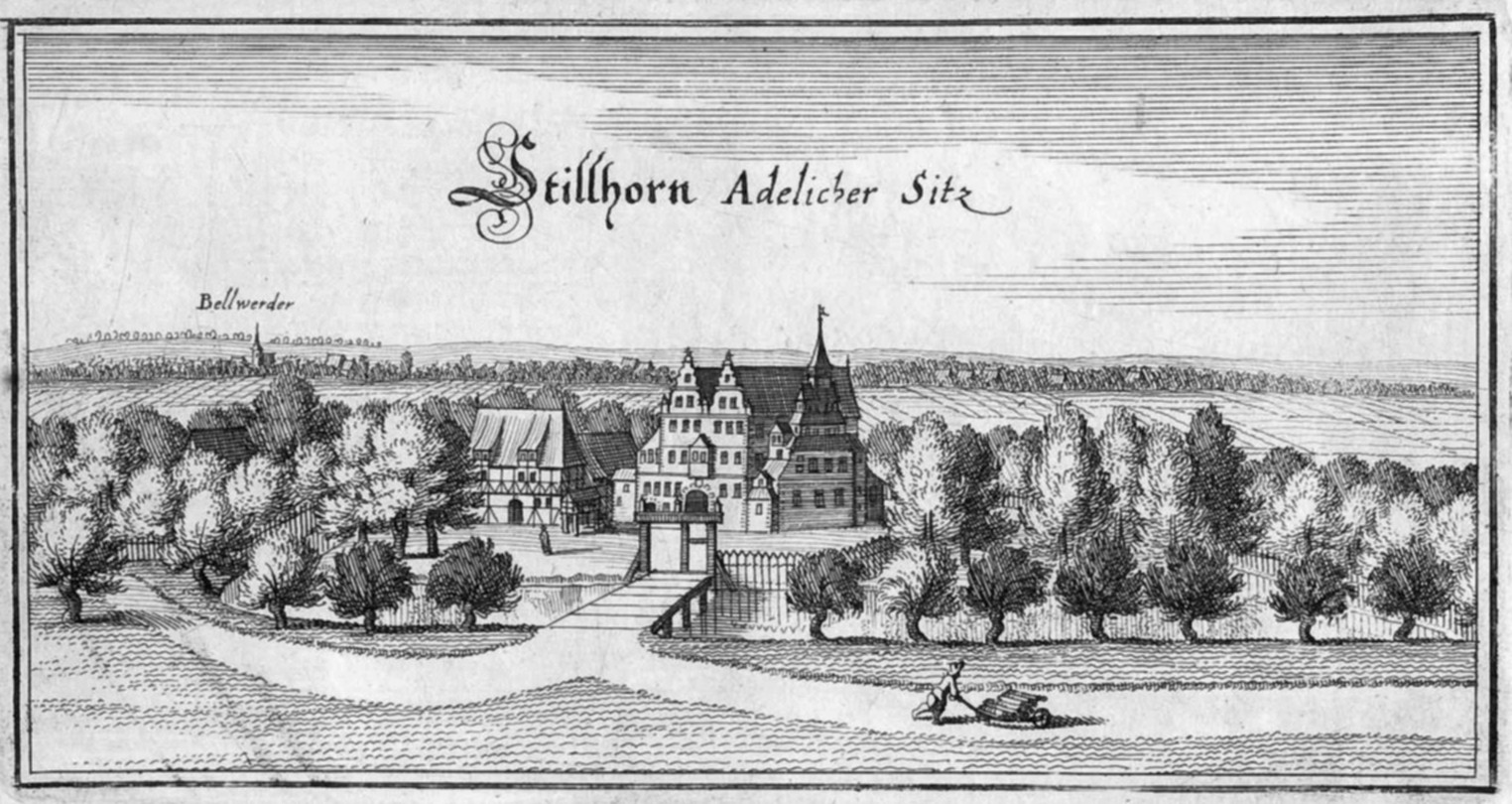
Schloss Stillhorn um 1650

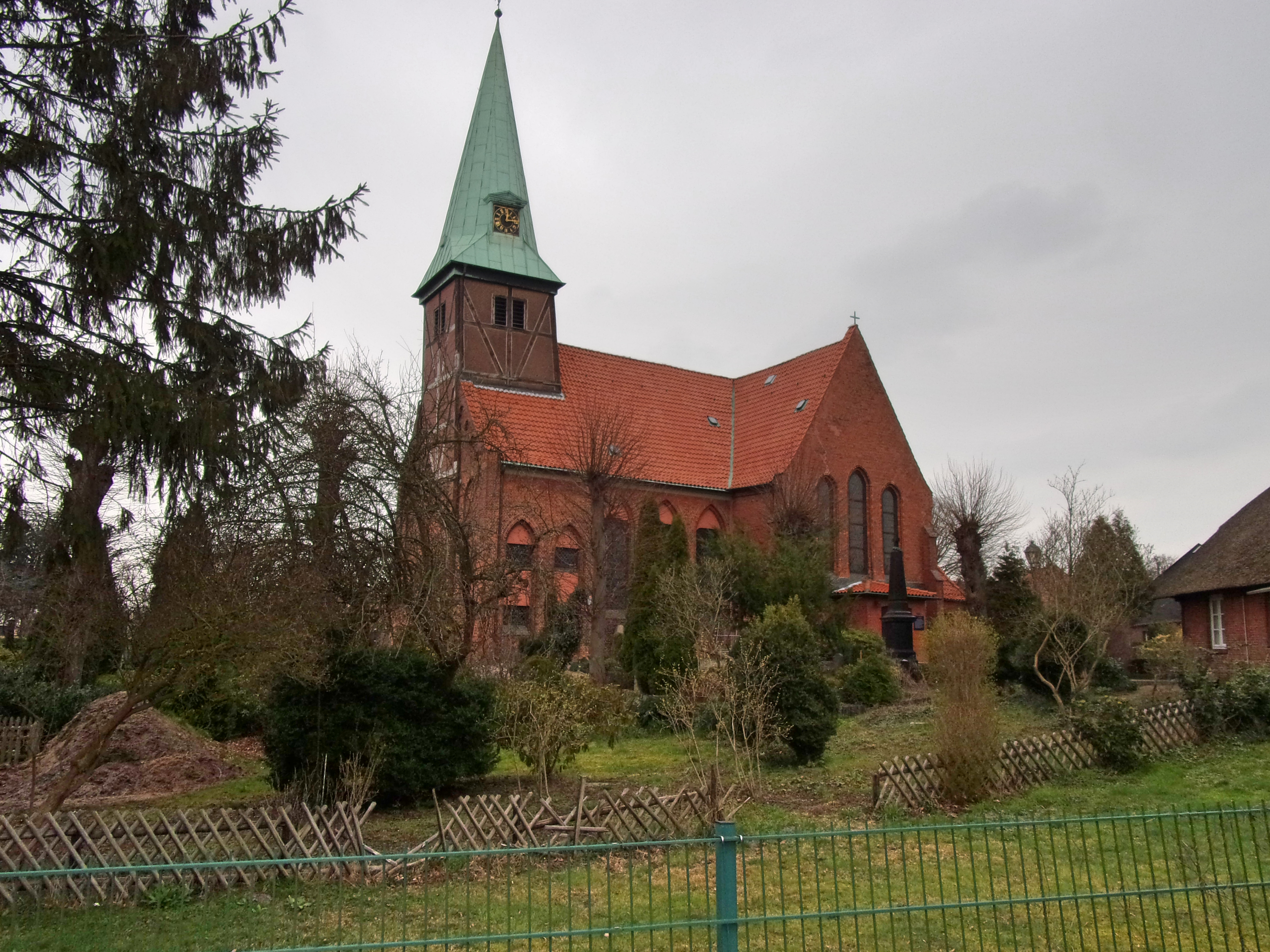
Kreuzkirche Kirchdorf

Stillhorn (auch der Stillhorn) ist eine ehemalige Insel im Binnendelta der Unterelbe in Hamburg. Das Gebiet gehört heute zum Stadtteil Wilhelmsburg und umfasst in etwa den südlichen Teil der gleichnamigen Elbinsel. Überregional bekannt ist Stillhorn heute vor allem durch die gleichnamige Anschlussstelle und Raststätte an der Bundesautobahn 1.
Stillhorn ist abgesehen von der Hochhaussiedlung Kirchdorf-Süd nach wie vor überwiegend ländlich geprägt und umfasst auch die Naturschutzgebiete Heuckenlock und Rhee.

## Geschichte
Die Eindeichung Stillhorns begann im Jahr 1333 von Südosten her: Um die bis dahin regelmäßig von der Elbe überschwemmte Insel urbar und flutsicher zu machen, wurde sowohl an der Süderelbe als auch auf dem späteren Altenfelder Weg ein Deich aufgeworfen. Später kamen weitere Gebiete im Norden (Jenerseite, Siedefeld) und Westen (Kornweide, Finkenriek) hinzu. 1388 wurde die Kreuzkirche Kirchdorf geweiht, um 1600 entstand das Schloss Stillhorn der adeligen Familie Grote, auf dessen Grundmauern später das Amtshaus mit dem heutigen Elbinsel-Museum erbaut wurde.
1627 erwarb Herzog Georg Wilhelm von Braunschweig-Lüneburg den Stillhorn und fasste ihn mit den benachbarten Inseln Reiherstieg-Rotehaus und Georgswerder zur Herrschaft Wilhelmsburg zusammen. Im 18. Jahrhundert wurde das Gebiet durch weitere Verbindungsdeiche zu einer Insel zusammengefasst.